# Szabolcsbáka, Szabolcs-Szatmár-Bereg
Szabolcsbáka  este un sat în districtul Kisvárda, județul Szabolcs-Szatmár-Bereg, Ungaria, având o populație de 1.243 de locuitori (2011). 

## Demografie
Componența etnică a satului Szabolcsbáka
     Maghiari (95,95%)
     Romi (4,05%)
Componența confesională a satului Szabolcsbáka
     Reformați (64,84%)
     Romano-catolici (8,53%)
     Greco-catolici (8,05%)
     Necunoscută (17,62%)
     Fără religie (0,97%)
     Alte religii (1,21%)
Conform recensământului din 2011, satul Szabolcsbáka avea 1.243 de locuitori. Din punct de vedere etnic, majoritatea locuitorilor (95,95%) erau maghiari, cu o minoritate de romi (4,05%).  Din punct de vedere confesional, majoritatea locuitorilor (64,84%) erau reformați, existând și minorități de romano-catolici (8,53%) și greco-catolici (8,05%). Pentru 17,62% din locuitori nu este cunoscută apartenența confesională.